# (46513) Ampzing
(46513) Ampzing est un astéroïde de la ceinture principale, de la famille de Hungaria.

## Description
(46513) Ampzing est un astéroïde de la ceinture principale, de la famille de Hungaria. Il présente une orbite caractérisée par un demi-grand axe de 1,91 UA, une excentricité de 0,07 et une inclinaison de 22,0° par rapport à l'écliptique.

## Compléments